# 小行星5933
小行星5933（英語：5933 Kemurdzhian）是一颗围绕太阳公转的小行星。1976年8月26日，尼古拉·切爾尼赫在克里米亚发现了此天体。
这颗小行星的绝对星等为285.4560047729506等。